# 埃尔弗洛恩区
埃尔弗洛恩区是阿尔及利亚卜利达省的一个区，其首府为埃尔弗洛恩。

## 下辖城市
埃尔弗洛恩区共下辖2个城市。
- 埃尔弗洛恩（英语：El Affroun）（首府）
- 瓦迪杰尔（英语：Oued Djer）

36°28′N 2°38′E / 36.467°N 2.633°E